# Austria na Mistrzostwach Świata w Lekkoatletyce 2009
Austria na Mistrzostwach Świata w Lekkoatletyce 2009 – reprezentacja Austrii podczas czempionatu w Berlinie liczyła 4 członków. Jedynym zawodnikiem, któremu udało dotrzeć się do finału swojej konkurencji był dyskobol Gerhard Mayer.

## Występy reprezentantów Austrii

### Mężczyźni
- Bieg na 100 m
  - Ryan Moseley z czasem 10.58 zajął 58. miejsce w eliminacjach i nie awansował do kolejnej rundy

- Rzut dyskiem
  - Gerhard Mayer z wynikiem 63.17 zajął 8. miejsce w finale

- Dziesięciobój
  - Roland Schwarzl nie ukończył rywalizacji

### Kobiety
- Rzut oszczepem
  - Elisabeth Pauer z wynikiem 50,88 zajęła 30. miejsce w eliminacjach i nie awansowała do finału